# Placówka Straży Granicznej II linii „Przasnysz”
Placówka Straży Granicznej II linii „Przasnysz” – jednostka organizacyjna Straży Granicznej pełniąca służbę wywiadowczą na granicy polsko-niemieckiej w okresie międzywojennym.

## Formowanie i zmiany organizacyjne
Rozporządzeniem Prezydenta Rzeczypospolitej Polskiej Ignacego Mościckiego z 22 marca 1928 roku, do ochrony północnej, zachodniej i południowej granicy państwa, a w szczególności do ich ochrony celnej, powoływano z dniem 2 kwietnia 1928 roku Straż Graniczną.
Rozkazem nr 1 z 12 marca 1928 roku w sprawach organizacji Mazowieckiego Inspektoratu Okręgowego Naczelny Inspektor Straży Celnej gen. bryg. Stefan Pasławski określił strukturę organizacyjną komisariatu SG „Chorzele”. Placówka Straży Granicznej II linii „Przasnysz” znalazła się w jego strukturze.
Z dniem 1 lipca 1939 placówka Straży Granicznej II linii „Przasnysz” przydzielona została do Obwodu Straży Granicznej „Przasnysz”.

## Kierownicy/dowódcy placówki
| stopień            | imię i nazwisko    | okres pełnienia służby | kolejne stanowisko |
| ------------------ | ------------------ | ---------------------- | ------------------ |
| starszy przodownik | Bernard Iwasiewicz | 3 III 1937             |                    |